# Csendestárs
A csendestárs  valamely tőkés üzleti vállalkozásnak az a tagja, aki tőkéjével részt vesz a vállalatban, részesedik a jövedelemből, de neve a nyilvánosság előtt nem szerepel, és nem felelős a vállalatért.
A hatályos jog szerint Magyarországon a csendestársi státus nem létezik. A csendes társasági konstrukció hasonlít a betéti társasághoz, amely utóbbinak a kültagjait  név szerint meg kell jelölni a társasági szerződésben. 

## Jogállása
A csendestárs üzletvitelre és képviseletre nem jogosult – joga van azonban ellenőrizni a vállalkozás gazdálkodását. Így betekinthet az üzleti dokumentumokba és könyvelésbe, hogy megállapítsa, a nyereségből ill. veszteségből való részesedése helyesen volt-e megállapítva. Továbbá kikérheti a vállalkozás jövőjére vonatkozó üzleti terveket. A  szlovák Kereskedelmi Törvénykönyv ezen kívül a csendestársnak más beleszólási jogot a vállalkozás működésébe nem biztosít. A szerződés viszont további jogokkal ruházhatja fel a csendestársat, mivel a törvény rendelkezése ebben a részben diszpozitív.

## A csendes társaság a régi magyar jogban
A csendes társaságról az 1930. évi V. törvény második része  rendelkezett. Ezek szerint csendes társaság keletkezik, ha valaki (a csendestárs) a nélkül, hogy kifelé tagul jelentkeznék, másnak vállalatában vagyoni betéttel úgy vesz részt, hogy azt a vállalat tulajdonosának rendelkezésére adni köteles.
A vállalat ügyletei egyedül a vállalat tulajdonosát jogosítják és kötelezik; azokból a csendestársra harmadik személyekkel szemben sem jogok, sem kötelezettségek nem származnak.
A társasági szerződés érvényességéhez sem írásbeli alakra, sem más alakszerűségre szükség nem volt.
A vállalat tulajdonosa - amennyiben bejegyzésre kötelezett kereskedő - köteles volt vállalatát saját cége alatt folytatni. Cégébe - amennyiben nem kereskedelmi társaság - olyan toldatot, amely társasviszonyra utal, fel nem vehetett fel.
A törvény előírta, hogy a nyereségben és a veszteségben a csendestárs, más megállapodás hiányában, olyan arányban részesedik, amelyben vagyoni betéte a vállalat tulajdonosának a vállalatba fektetett vagyonához áll. 
A veszteséget a csendestárs, ha a társasági szerződés annak viselése alól egészen fel nem menti, legfeljebb betéte erejéig viselhette. A nyereségben részesedésből a csendestársat kizárni nem lehetett. 